# Roannes-Saint-Mary
Roannes-Saint-Mary è un comune francese di 1 025 abitanti situato nel dipartimento del Cantal nella regione dell'Alvernia-Rodano-Alpi.

## Società

### Evoluzione demografica
Abitanti censiti